# ویکتوری (کشتی ۱۸۴۷)
ویکتوری (کشتی ۱۸۴۷) (به انگلیسی: Victory (1847 ship)) یک کشتی است. این کشتی در سال ۱۸۴۷ ساخته شد.